# Orehovec (Sveti Petar Orehovec)
Orehovec falu Horvátországban Kapronca-Kőrös megyében. Közigazgatásilag  Sveti Petar Orehovechez tartozik.

## Fekvése
Kőröstől 9 km-re északnyugatra, községközpontjától 1 km-re délre fekszik.

## Története
Orehovec birtok és később a település nevét arról a patakról kapta, amely átfolyik rajta. Az Orehovec-patakot 1217-ben II. András királynak a zágrábi püspökséget birtokaiban megerősítő oklevele is megemlíti. A patakot ma Orovčecnek nevezik.
A falunak 1857-ben 71,  1910-ben 148 lakosa volt. Trianonig Belovár-Kőrös vármegye Körösi járásához tartozott. 2001-ben 129 lakosa volt.